# Banesinhji Jaswantsinhji
Banesinhji Jaswantsinhji (Wankaner, 1842 – Wankaner, 12 giugno 1881) è stato un principe indiano.
È stato maharana di Wankaner dal 1860 al 1881.

## Biografia
Banesinhji Jaswantsinhji salì al trono  dello stato principesco di Wankaner nel 1860 alla morte di suo nonno, il maharana Wakhatsinhji Chandrasinhji. Suo padre, Jaswantsinhji Vakhatsinhji, morì nel 1844 quando Banesinhji aveva due anni.
Educato privatamente, si distinse come sovrano progressista e moderno, introducendo riforme e innovazioni nell'amministrazione dello stato, nella raccolta delle tasse, nella riforma della giustizia, nelle opere pubbliche e in materia di polizia e sicurezza.
Gran parte del suo regno fu segnata da due epidemie di scorbuto e dalla carestia che gli valsero nel 1877 l'assegnazione del Kaiser-i-Hind d'oro da parte dell'amministrazione dell'India britannica. Nel 1875 presenziò al durbar tenuto dall'allora principe di Galles (futuro Edoardo VII del Regno Unito).
Morì nel 1881 e gli successe suo figlio, Amarsinhji Banesinhji.